# الملفق

تعديل مصدري - تعديل

الملفق هي إحدى حارات مدينة رحاب بمحافظة إب، بلغ تعداد سكانها 360 نسمة حسب تعداد اليمن لعام 2004.